# Ochna manikensis
Ochna manikensis är en tvåhjärtbladig växtart som beskrevs av De Wild.. Ochna manikensis ingår i släktet Ochna och familjen Ochnaceae. Inga underarter finns listade i Catalogue of Life.